# بيلي سيمز
بيلي سيمز (بالإنجليزية: Billy Sims) هو لاعب كرة قدم أمريكية أمريكي، ولد في 18 سبتمبر 1955 في سانت لويس في الولايات المتحدة.

## وصلات خارجية
- بيلي سيمز على موقع مرجع كرة القدم المحترفة.كوم (الإنجليزية)
- بيلي سيمز على موقع إن إن دي بي (الإنجليزية)